# Rignano-Steuer
Die Rignano-Steuer ist ein progressives Steuerkonzept, bei dem die Höhe der Erbschaftsteuer abhängig von der Anzahl der vorangegangenen Transfers des Vermögens ist – je älter das vererbte Vermögen, desto höher die Besteuerung. Es wurde erstmals 1901 vom italienischen Ökonomen Eugenio Vittorio Rignano veröffentlicht.
Das Rignano-Prinzip besagt, dass der Steuersatz auf das geerbte Vermögen mit jedem Vermögenstransfer steigt. Es wird unterschieden zwischen dem vom Erblasser selbst aufgebauten Vermögen (kein Transfer), Vermögen, das der Erblasser geerbt hat (ein Transfer), Vermögen, welches der Erblasser geerbt hat, welches wiederum an seinen Erbgeber vererbt wurde (zwei Transfers) usw. Im ursprünglichen Konzept von Rignano sollte der erste Transfer steuerfrei sein, der zweite mit 50 % besteuert werden, der dritte mit 100 %. Abweichend vom ursprünglichen Konzept kann auch nur zwischen vom Erblasser selbst erspartem sowie geerbten Vermögen unterschieden werden. Weitere Gestaltungsmöglichkeiten sind Freibeträge oder Progression nach Vermögenshöhe.
Wieder aufgegriffen wurde das Konzept vom Philosophen Daniel Halliday.